# Wintersportgebied

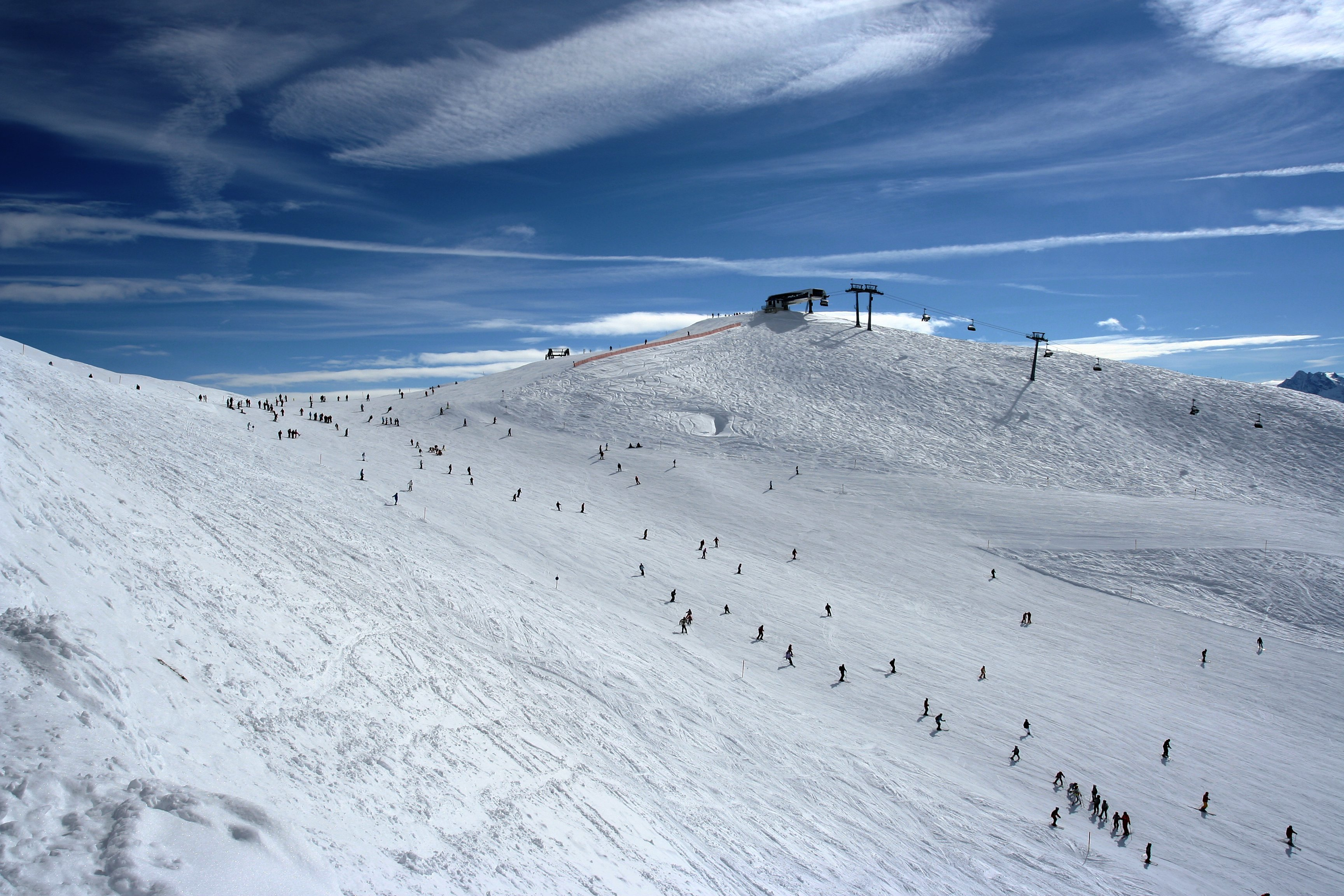
Een skipiste in het Skigebied Rastkogel in het Zillertal

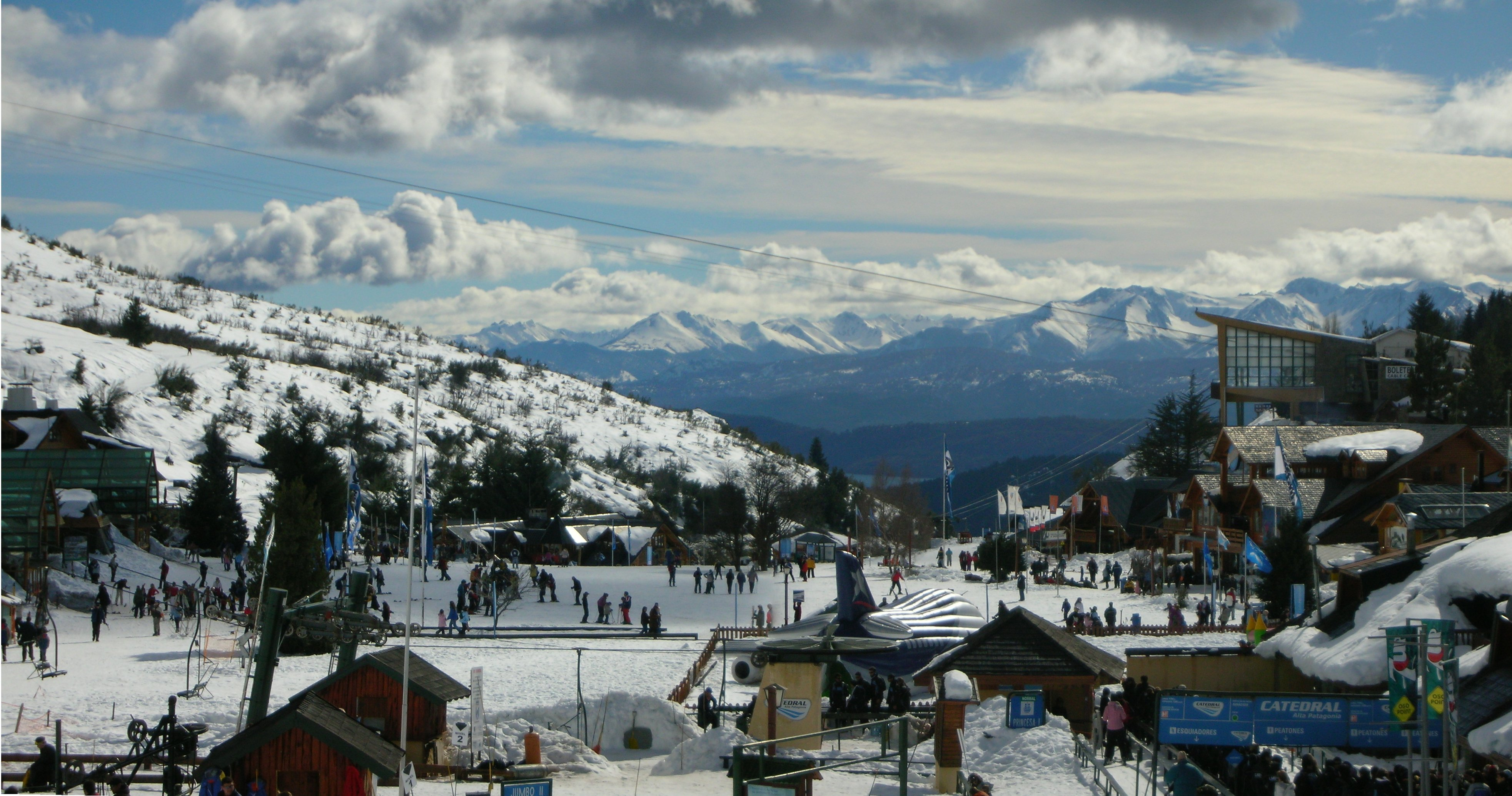
Skigebied Bariloche (Argentinië)

Een wintersportgebied of skigebied is een gebied dat is vrijgegeven voor de wintersport. Een dergelijk toeristisch gebied is veelal ingericht op allerlei wintersportvormen, maar met name voor skiën en snowboarden. Een deel van het wintersportgebied bestaat uit skipistes, een gemarkeerde zone van bergflanken alwaar men veilig kan skiën. Sommige wintersportgebieden zijn, als een deel ervan op een gletsjer gelegen is, ook in de zomer voor wintersporters toegankelijk.
Allerlei soorten skiliften zorgen er in wintersportgebieden voor dat skipistes vanuit het dal bereikbaar zijn. Veelal hebben in wintersportgebieden meerdere plaatsen zich verenigd om zich als één skigebied naar buiten toe te presenteren. De exploitanten van wintersportgebieden bezitten over het algemeen de grond van de skipistes niet en moeten hiervoor pacht afdragen aan de rechtmatige eigenaren.
De voornaamste wintersportgebieden in Europa liggen in de Alpen in landen als Oostenrijk, Frankrijk en Zwitserland; echter, ook in landen als Tsjechië en Noorwegen zijn talrijke skigebieden te vinden.
Door klimaatverandering blijft er minder sneeuw liggen, en wordt de omvang van de gebieden die op natuurlijke wijze geschikt zijn voor wintersport, geleidelijk kleiner. Ook zullen deze gebieden gedurende een steeds kortere periode in het jaar te gebruiken zijn.